# Elachista sulcsiella
Elachista sulcsiella (лат.) — вид мелких бабочек рода Elachista семейства злаковых молей-минёров (Elachistidae). Впервые описан латвийским энтомологом Николаем Савенковым в 2013 году.
Видовой эпитет дан в честь латвийского энтомолога Александрса Шульцса.

## Распространение и среда обитания
Эндемик Латвии, известный лишь из трёх участков в этой стране.
Типовой экземпляр (самец) собран в окрестностях Риги.

## Описание
Наиболее близок видам Elachista irenae Buszko и Elachista talgarella Kaila.